# Semidviria
Semidviria (en (ucraïnès): Семидвір'я) és un poble (un possiólok) de la República Autònoma de Crimea a Ucraïna, que el 2014 tenia 102 habitants. Pertany al districte rural d'Aluixta.